# Ai Takaoka
Ai Takaoka, em japonês:高岡亜衣 Takaoka Ai, (Kanagawa, 8 de janeiro de 1982), é uma cantora e compositora japonesa. Sua canção de 2008, "Gomenne Ima demo Suki de Imasu", foi usada como música tema do programa de televisão Music B.B.

## Discografia

### Álbuns
- [2004. 10. 20] Sunny
- [2006. 08. 23] acoustic love
- [2008. 06. 25] fiction
- [2009. 04. 29] ALL I WANNA DO

### Singles
- [2004. 02. 11] KIMI NO SOBADE
- [2004. 03. 10] Hikato Kaze to Kimi no Naka de
- [2004. 06. 16] Jinsei wa Paradise!
- [2004. 08. 18] Kimi no Egao wo Miru to Ureshi Kunaru Kimi no Namida wo Miru to Setsuna Kunaru
- [2005. 06. 29] Omoide no Natsu ga Kuru
- [2005. 11. 30] Ah Anatani Ai ni Ika Nakya
- [2006. 04. 05] Dare ni Mo Ienai Shinjitsu
- [2007. 07. 18] Koi Hanabi
- [2008. 04. 23] Gomen ne, Ima demo Suki de Ima su
- [2008. 10. 22] Change my life
- [2009. 01. 14] Hello my sunshine

### Compilações e colaborações
- [2003. 11. 26] TAK MATSUMOTO - THE HIT PARADE (Faixa #4)
- [2008. 07. 02] Summer Best Collection (Faixa #6)
- [2008. 12. 24] GIZA studio 10th Anniversary Masterpiece BLEND ~LOVE Side~ (Faixa #10)